# 千々松幸子
千々松 幸子（ちぢまつ さちこ、1937年11月30日 - ）は、日本の女性声優、ナレーター。福岡県門司市（現北九州市門司区）出身。81プロデュース所属。

## 経歴
共立女子中学校・高等学校卒業。
小さい頃から芝居は好きであり、児童劇団に入団したことがやみつきという。
若い頃はアナウンサー志望だったが「個性の強い声なので無理」と言われてあきらめたという。
東京アナウンスアカデミー在学中の1960年頃、テレビCMに出演したことをきっかけにラジオなどの仕事を始める。
東映のプロデューサーの紹介で声優としての活動を始める。テレビアニメでのデビューは『魔法使いサリー』のカブ役となる。『魔法使いサリー』のカブ役を演じていた時は画面に口を合わせるのが出来なく皆に御迷惑ばかりかけており、「やめてしまおうか」と思ったという。
かつては東京アーチストプロや青二プロダクションの創立メンバーとして所属していたが、富山敬、富田耕生、緒方賢一らとぷろだくしょんバオバブの設立に尽力。ぷろだくしょんバオバブ、アーツビジョンを経て、2013年10月21日付で81プロデュースに所属。
『ドラえもん（テレビ朝日第1期）』の野比玉子役は26年間担当した。番組リニューアルおよび声優陣一新に伴い2005年3月に降板し、同役は三石琴乃に引き継がれた。降板直前、『笑っていいとも!』の1コーナー「あなたの（知ってるようで）知らない世界」に出演した。
『ど根性ガエル』のピョン吉役を演じる時、それまで洋画の吹き替えなどでお淑やかであったり麗らかであったりする女性の声を多数担当していたため、当初は「こんな乱暴なセリフは言えない」と泣いてしまった。ピョン吉役は同作品キャラクターを使ったCM（大鵬薬品関係など）で演じる機会も多い。
家族は夫と子供2人。『タイガーマスク』出演中に上の子が誕生。妊娠中は共演者から「お腹の子がしゃべっているの?」とからかわれ、出産後は声質が変わってしまったため、以前の声質に戻すのに苦労したという。また、下の子（長女）は1979年生まれであり、ちょうど生まれた直後に『ドラえもん』のアニメがスタートしたため、母親役への思い入れが相当あるという。
1978年にコスモス短歌会、1994年から棧橋に所属し、2002年に『宇宙霧』という歌集を出版している。『ドラえもん』を降板する直前に放映されたエピソード（「ドラえもんに休日を!?」、2005年3月18日）には、野比玉子がこの歌集を読んでいる場面がある。
2016年、第10回声優アワードで功労賞を受賞。

## 人物
声種は「軽快なアルト」からキュートで軽快なメゾソプラノ。
演じる役柄は、女性役、人間以外の動物役も演じているが、比較的、少年役が目立っている。
趣味・特技は俳句、短歌、読書、詩吟、旅行。
声優になっていなかったら父の仕事についての調査関係の仕事をしていたと語る。

## 出演
太字はメインキャラクター。

### テレビアニメ
1966年
- 魔法使いサリー（カブ）

1968年
- ゲゲゲの鬼太郎（第1作）（1968年 - 1969年）

1969年
- アタックNo.1（福田、猪俣〈初代〉）
- そばかすプッチー（プッチー）
- タイガーマスク（1969年 - 1971年、チャッピー、朝子、ちづる、高岡洋子）
- ハクション大魔王（カンちゃんの友達の兄弟、剣道部部員、ハレンチのサブ）
- ひみつのアッコちゃん（1969年 - 1970年、少将、チビ太）
- もーれつア太郎

1970年
- 巨人の星
- 魔法のマコちゃん（林ハル子）

1971年
- アパッチ野球軍
- 国松さまのお通りだい
- ゲゲゲの鬼太郎（第2作）（1971年 - 1972年）
- さるとびエッちゃん（1971年 - 1972年、ミコ）
- ルパン三世 (TV第1シリーズ)

1972年
- 赤胴鈴之助
- 海のトリトン（モヤ）
- 科学忍者隊ガッチャマン（スイムズ団のヤモリ）
- 樫の木モック（男の子、子供、子ウサギ、少女、ウサギ、テレス、女の子）
- 原始少年リュウ
- 正義を愛する者 月光仮面 ※第20話
- ど根性ガエル（1972年 - 1974年、ピョン吉）
- 魔法使いチャッピー（ジュン）
- ムーミン（メソメソ）

1973年
- ドロロンえん魔くん
- バビル2世
- ミクロイドS（河内志津子）
- ミラクル少女リミットちゃん（グー、湯本みどり、チエコ）
- ワンサくん（ミミ、ワンサの母）

1974年
- 宇宙戦艦ヤマト（島の母）
- カリメロ（デッパ）
- キューティーハニー（ツイン）
- グレートマジンガー（白鳥ハルナ）
- ゲッターロボ（早乙女和子、星野さおり）
- はじめ人間ギャートルズ（1974年 - 1975年）
- 魔女っ子メグちゃん（1974年 - 1975年、神崎アポ）
- マジンガーZ（青空ヒトミ）

1975年
- ゲッターロボG（少女、リサ）
- 鋼鉄ジーグ（千恵）
- タイムボカン（王子）
- みつばちマーヤの冒険（ミツバチ・チョウ・カタツムリの母、みつ蜂の子供、重臣）
- わんぱく大昔クムクム（トルトル）

1976年
- キャンディ・キャンディ（ジミィ）
- ゴワッパー5 ゴーダム（河口のり助）
- 超電磁ロボ コン・バトラーV（北小介、ミーア、一木百江）
- 母をたずねて三千里（ジュリエッタ・ペッピーノ、ベルナルド、ニーノ、ハイメ）
- ポールのミラクル大作戦（キースケ、凹チン、ジャン、トンキー、アンディ）
- UFO戦士ダイアポロン（松男）
- リトル・ルルとちっちゃい仲間（アービン）
- ろぼっ子ビートン（お母さん〈2代目〉）
- マグネロボ ガ・キーン（北見アヤ）

1977年
- あらいぐまラスカル
- 一休さん
- 一発貫太くん（ニキビ、少年A、出っ歯、ルミの母、ヒデオ）
- 新・巨人の星（1977年 - 1978年）
- ヤッターマン（ニコル、ひよ若丸）

1978年
- 家なき子
- 宇宙海賊キャプテンハーロック（カサンドラ）
- 女王陛下のプティアンジェ（リチャード、チン、トミー）
- 星の王子さま プチ・プランス（イレーネ、エクトル）
- 魔女っ子チックル（ポチ、小太郎）
- 野球狂の詩（女子事務員）

1979年
- アニメーション紀行 マルコ・ポーロの冒険（ティム）
- サイボーグ009（1979年版）（001 / イワン・ウイスキー）
- ドラえもん（テレビ朝日版第1期）（1979年 - 2005年、のび太のママ 他）
- ベルサイユのばら（1979年 - 1980年、店の女主人）

1980年
- 怪物くん（テレビ朝日版）（雪小僧 他）
- 鉄腕アトム（ナオト）
- ドラQパーマン（のび太のママ〈野比玉子〉）
- ムーの白鯨（麗）
- 森の陽気な小人たちベルフィーとリルビット（ナポレオン）

1981年
- 新・ど根性ガエル（1981年 - 1982年、ピョン吉）
- 忍者ハットリくん

1982年
- ゲームセンターあらし（田中たかし）
- プロゴルファー猿（小丸）

1983年
- 銀河漂流バイファム（1983年 - 1984年、ジミー・エリル）

1984年
- 機甲界ガリアン（ジョジョ〈赤ん坊〉）
- フクちゃん（ヒロシくん）

1989年
- それいけ!アンパンマン（1989年 - 1994年、マイマイママ〈初代〉、べにしょうがママ〈初代〉、パール女王）

1990年
- それいけ!アンパンマン みなみの海をすくえ!（まいごのまいまい）

1991年
- チンプイ（ワケナイ）
- わたしとわたし ふたりのロッテ（ライトナー夫人）

1998年
- 銀河漂流バイファム13（ジミー・エリル）

2009年
- ケロロ軍曹（ケロロ母）

2010年
- けいおん!!（一文字とみ）

2011年
- フラクタル（大婆）

2012年
- ファイ・ブレイン 神のパズル 第2シリーズ（タネ）

2013年
- Free!（2013年 - 2014年、お婆さん） - 2シリーズ

### 劇場アニメ
1967年
- 魔法使いサリー（1966年 - 1968年、カブ）

1970年
- ちびっ子レミと名犬カピ（ドルチェ）

1971年
- どうぶつ宝島（パブ）

1972年
- さるとびエッちゃん
- ながぐつ三銃士（子ネズミ）
- 魔犬ライナー0011変身せよ!（悪魔A）
- 魔法使いチャッピー（ジュン）

1974年
- きかんしゃやえもん D51の大冒険（マッハ）

1976年
- 長靴をはいた猫 80日間世界一周（エスキモーの子供）

1978年
- キャンディ・キャンディ 春の呼び声（ジミィ）

1980年
- ドラえもん のび太の恐竜（ママ）

1981年
- ドラえもん のび太の宇宙開拓史（ママ）
- ドラえもん ぼく、桃太郎のなんなのさ（ママ）

1982年
- 新・ど根性ガエル ど根性・夢枕（ピョン吉）
- ドラえもん のび太の大魔境（ママ）

1983年
- ドラえもん のび太の海底鬼岩城（ママ）

1984年
- ドラえもん のび太の魔界大冒険（ママ）

1985年
- ドラえもん のび太の宇宙小戦争（ママ）

1986年
- ドラえもん のび太と鉄人兵団（ママ）

1987年
- ドラえもん のび太と竜の騎士（ママ）

1988年
- ドラえもん のび太のパラレル西遊記（ママ）

1989年
- ドラえもん のび太の日本誕生（ママ）

1990年
- ドラえもん のび太とアニマル惑星（ママ）

1991年
- ドラえもん のび太のドラビアンナイト（ママ）
- ドラミちゃん アララ♥少年山賊団!（のび平の母）

1992年
- ドラえもん のび太と雲の王国（ママ）

1993年
- ドラえもん のび太とブリキの迷宮（ママ）

1994年
- ドラえもん のび太と夢幻三剣士（ママ）

1995年
- ドラえもん のび太の創世日記（ママ）

1996年
- ドラえもん のび太と銀河超特急（ママ）

1997年
- ドラえもん のび太のねじ巻き都市冒険記（ママ）

1998年
- 帰ってきたドラえもん（ママ）
- ドラえもん のび太の南海大冒険（ママ）

1999年
- ドラえもん のび太の宇宙漂流記（ママ）

2000年
- おばあちゃんの思い出（のび太のママ）
- ドラえもん のび太の太陽王伝説（ママ）

2001年
- がんばれ!ジャイアン!!（ママ）
- ドラえもん のび太と翼の勇者たち（ママ）

2002年
- ドラえもん のび太とロボット王国（ママ）
- ぼくの生まれた日（ママ）

2003年
- ドラえもん のび太とふしぎ風使い（ママ）

2004年
- ドラえもん のび太のワンニャン時空伝（ママ）

2005年
- 映画 ふたりはプリキュア Max Heart 2 雪空のともだち（ひなた）

2009年
- ケロ0 出発だよ! 全員集合!!（ケロロ母）

### OVA
- ドラえもん 勉強べやのつりぼり（1978年、のび太のママ）
- 銀河漂流バイファム カチュアからの便り（1984年、ジミー・エリル[52]）
- 銀河漂流バイファム 集まった13人（1984年、ジミー・エリル[52]）
- 銀河漂流バイファム 消えた12人（1985年、ジミー・エリル[52]）
- 銀河漂流バイファム “ケイトの記憶” 涙の奪回作戦!!（1985年、ジミー・エリル[52]）
- ドラえもん のび太と未来ノート（1994年、ママ）

### ゲーム
1997年
- スーパーロボット大戦F（北小介、ミーア）

1998年
- スーパーロボット大戦F完結編（北小介）

1999年
- スーパーロボット大戦コンプリートボックス（北小介）
- 魔女っ子大作戦（カブ）

2000年
- スーパーロボット大戦α（北小介、ミーア）
- ドラえもん3 魔界のダンジョン（のび太のママ、フェノール）

2001年
- キッズステーション ドラえもん ひみつのよじげんポケット（のび太のママ）
- スーパーロボット大戦α外伝（北小介）
- スーパーロボット大戦α for Dreamcast（北小介、ミーア）
- ぼくドラえもん（のび太のママ）

2002年
- スーパーロボット大戦IMPACT（北小介、ミーア）

2003年
- 第2次スーパーロボット大戦α（北小介）

2005年
- 第3次スーパーロボット大戦α 終焉の銀河へ（北小介）

2008年
- スーパーロボット大戦A PORTABLE（北小介、リサ）

2019年
- スーパーロボット大戦DD（2019年 - 2021年、北小介、ミーア）

2021年
- スーパーロボット大戦30（北小介）

### ドラマCD
- 銀河漂流バイファム ドラマ編 ジェイナス愛の航海日誌…気分はもう主役（ジミー・エリル）

### 吹き替え
- 奥さまは魔女（ロビン〈#236〉、チャーリー〈#248〉）
- カンフーキッド（デブゴン）
- ボクは天使だ ※フジテレビ版

### テレビ番組
- コメットさん（ベータンの声[53]）
- 笑っていいとも! 声優特集各コーナーに必ず、計4回出演
  - 初登場 ザックリいきまショー（1993年）
  - 2回目 あなたの（知ってるようで）知らない世界（2004年）
  - 3回目 生態リサーチ ここホレBANG!BANG!（2008年）
  - 4回目 人間観察刷新会議 ビミョー仕分け!（2010年）
- スーパーJチャンネル（ナレーション）
- NHKスペシャル ふたりの贖罪〜日本とアメリカ・憎しみを越えて〜（ディシェイザーの娘 キャロル、淵田を招いた牧師 フェイス・ローア）

### 特撮
- SFドラマ 猿の軍団（ウラーの声）
- がんばれ!!ロボコン（ロボガリの声）

### その他コンテンツ
- ネコドンドン（タカトクトイスLSIゲームのCM）
- 相模原市民吹奏楽団CD「VOICE」ピーターと狼（ナレーション）
- 東京REMIX族（J-WAVE、コーナーナレーション）
- 朝日ソノラマ ソノシート・仮面ライダー「恐怖のくも男」（緑川ルリ子）
- 非破壊検査（CMのナレーション）
- ラジオドラマ サイボーグ009誕生編（001 / イワン・ウイスキー）
- 東映まんがまつり・予告編ナレーター（1970年代）
- 爆笑問題の日曜サンデー（TBSラジオ、2018年）